# Frankenstein (2025)
Frankenstein ist ein US-amerikanischer Science-Fiction-Horrorfilm von Regisseur Guillermo del Toro. Es handelt sich dabei um eine Adaption des gleichnamigen Romans von Mary Shelley aus dem Jahr 1818. Die Rollen des Victor Frankenstein und Frankensteins Geschöpf übernahmen Oscar Isaac und Jacob Elordi. Der Film soll Ende August 2025 bei den Internationalen Filmfestspielen von Venedig seine Premiere feiern. Einen Monat später wird der Film beim Toronto International Film Festival gezeigt. Im November 2025 soll Frankenstein in das Programm des Streaminganbieters Netflix aufgenommen werden.

## Handlung
Der brillante, aber egoistische Wissenschaftler Victor Frankenstein erweckt eine Kreatur in einem Experiment zum Leben, was ultimativ den Untergang des Schöpfers als auch seiner tragischen Schöpfung zur Folge hat.

## Produktion

### Hintergrund und Entwicklung

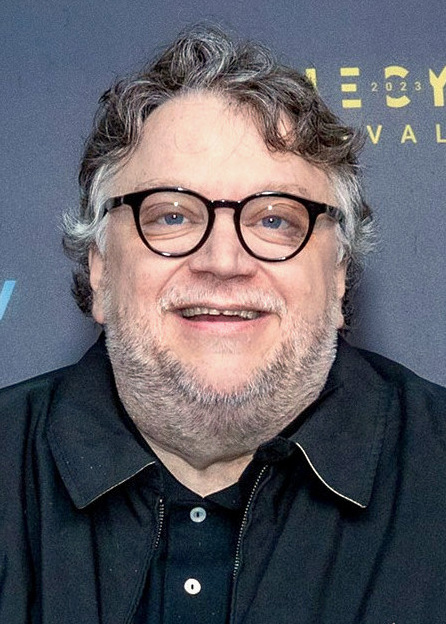
Regisseur, Drehbuchautor und Produzent Guillermo del Toro (2023)

Bereits im Jahr 2007 äußerte Guillermo del Toro den Wunsch, eine Adaption von Frankenstein umsetzen zu wollen, und verwies auf das Drehbuch von Frank Darabont; jenes war Teil der Verfilmung Mary Shelley’s Frankenstein (1994) von Kenneth Branagh.
2008 wurde im Rahmen eines Deals mit Universal Pictures bekannt, dass del Toro das Projekt neben anderen umsetzen soll. Als Inspiration dienen dabei die Illustrationen von Bernie Wrightson, ebenso sollte es sich nicht um eine direkte Adaption der Geschichte handeln. 2010 erklärte del Toro, für die Rolle von Frankensteins Geschöpf Doug Jones besetzen zu wollen, mit dem er mehrfach zusammenarbeitete. Jones merkte Jahre später an, dass das Projekt durch andere Pläne von Universal Pictures gekippt wurde.
Im März 2023 wurde bekannt, dass del Toro das Projekt nun für den Streaminganbieter Netflix entwickeln würde.
Del Toro schrieb zudem das Drehbuch und fungiert neben Gary Ungar, Scott Stuber und J. Miles Dale als Produzent. Der Regisseur beschrieb den Film ferner als „Miltonsche Tragödie“ und emotionales wie persönliches Werk, weniger als Horrorfilm.

### Besetzung

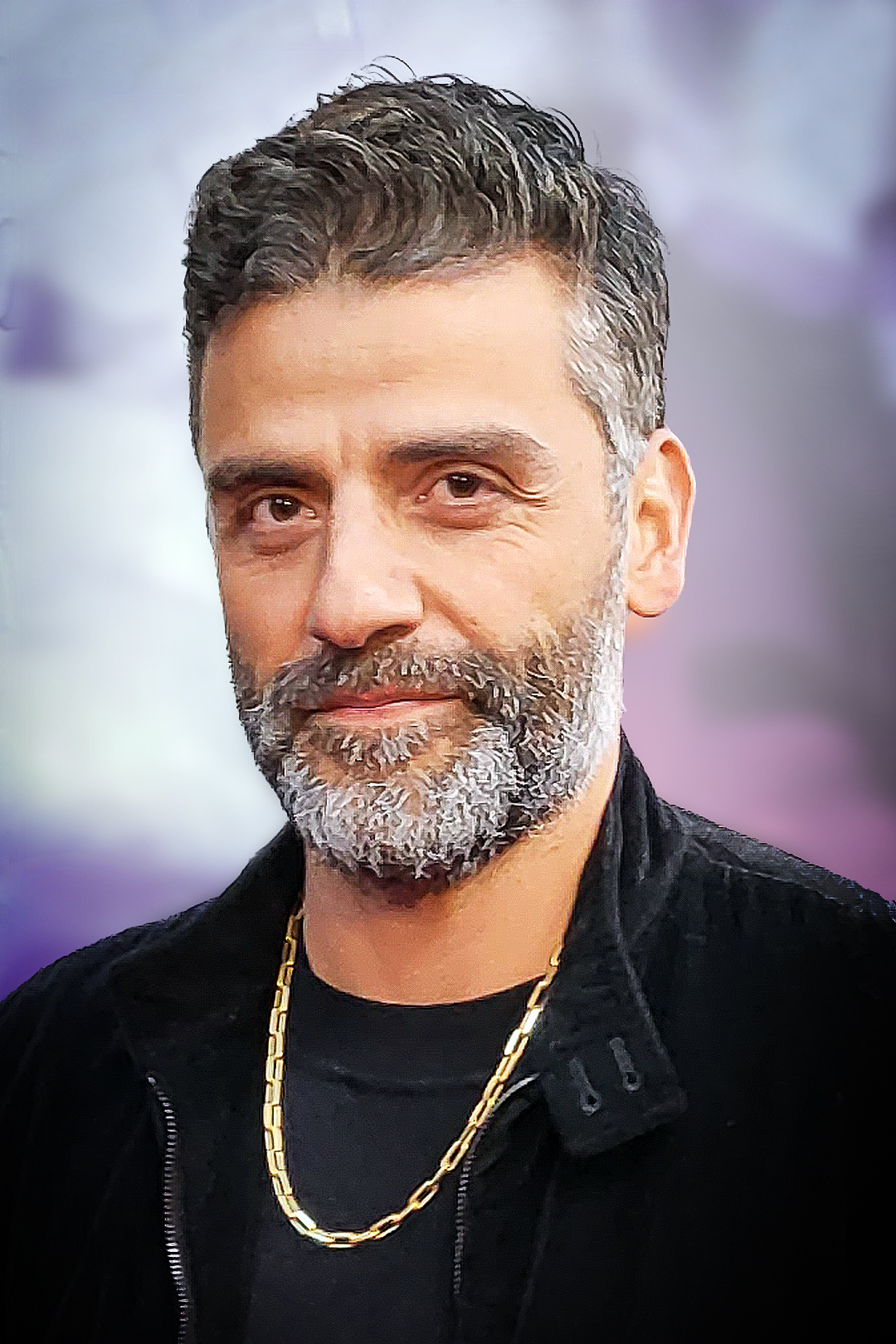
Oscar Isaac (2022)
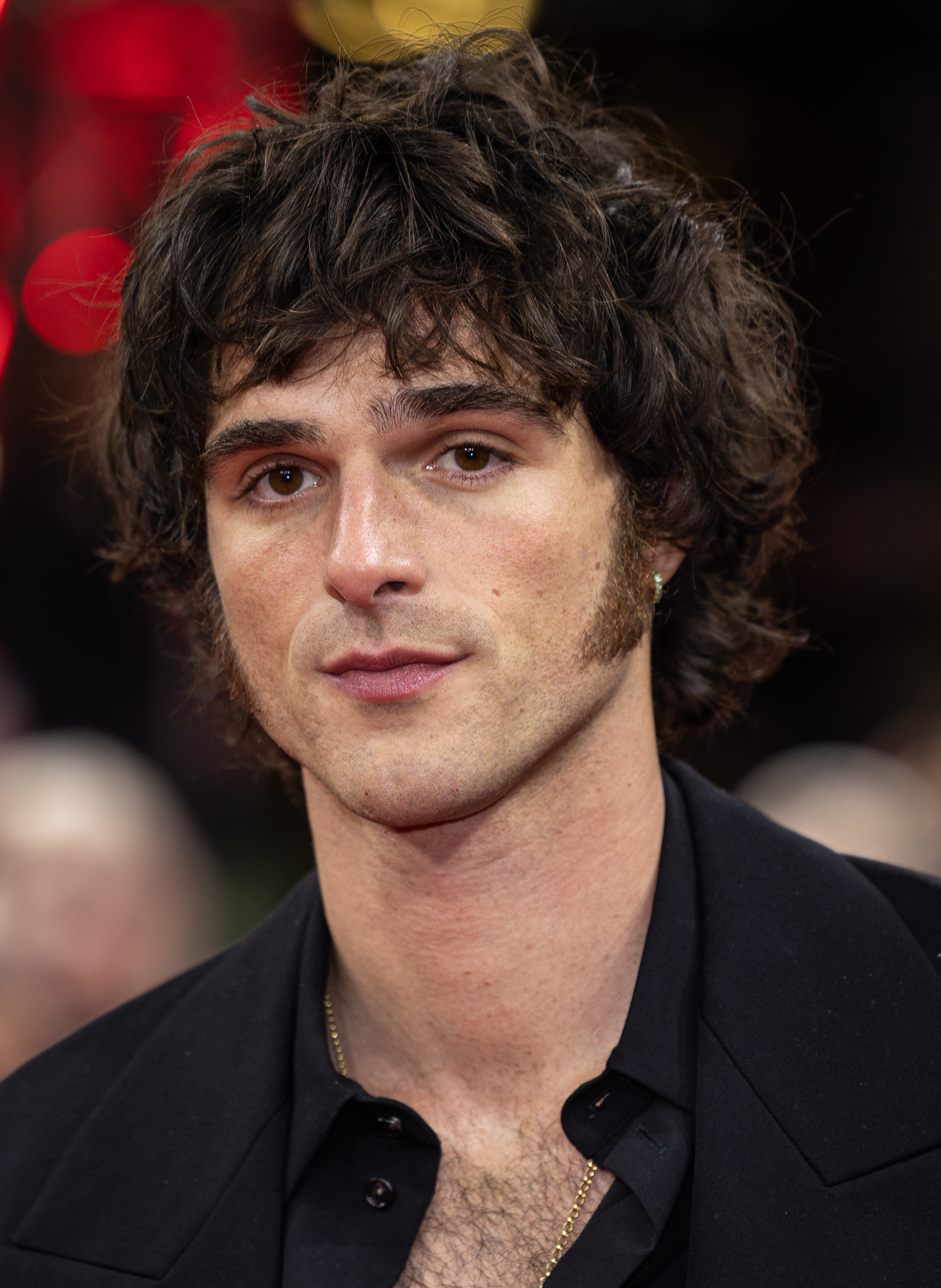
Jacob Elordi (2025)
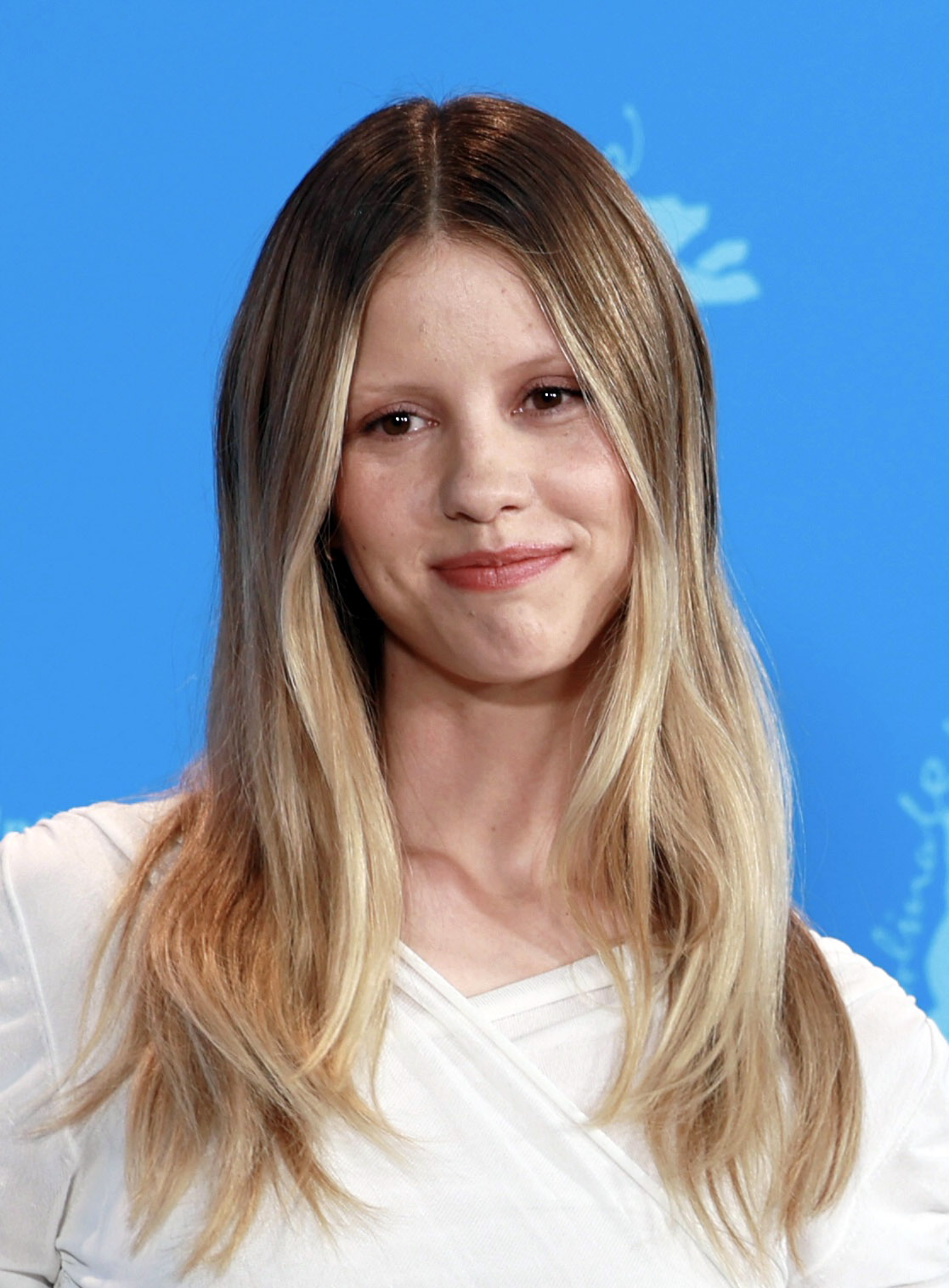
Mia Goth (2023)
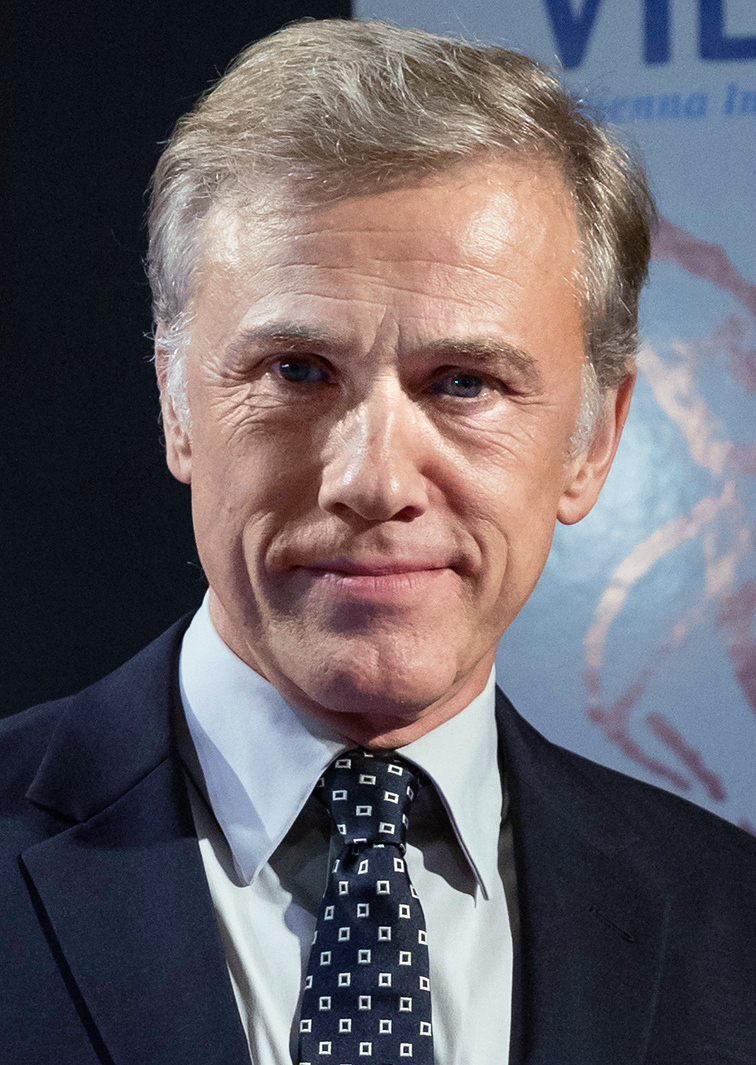
Christoph Waltz (2017)
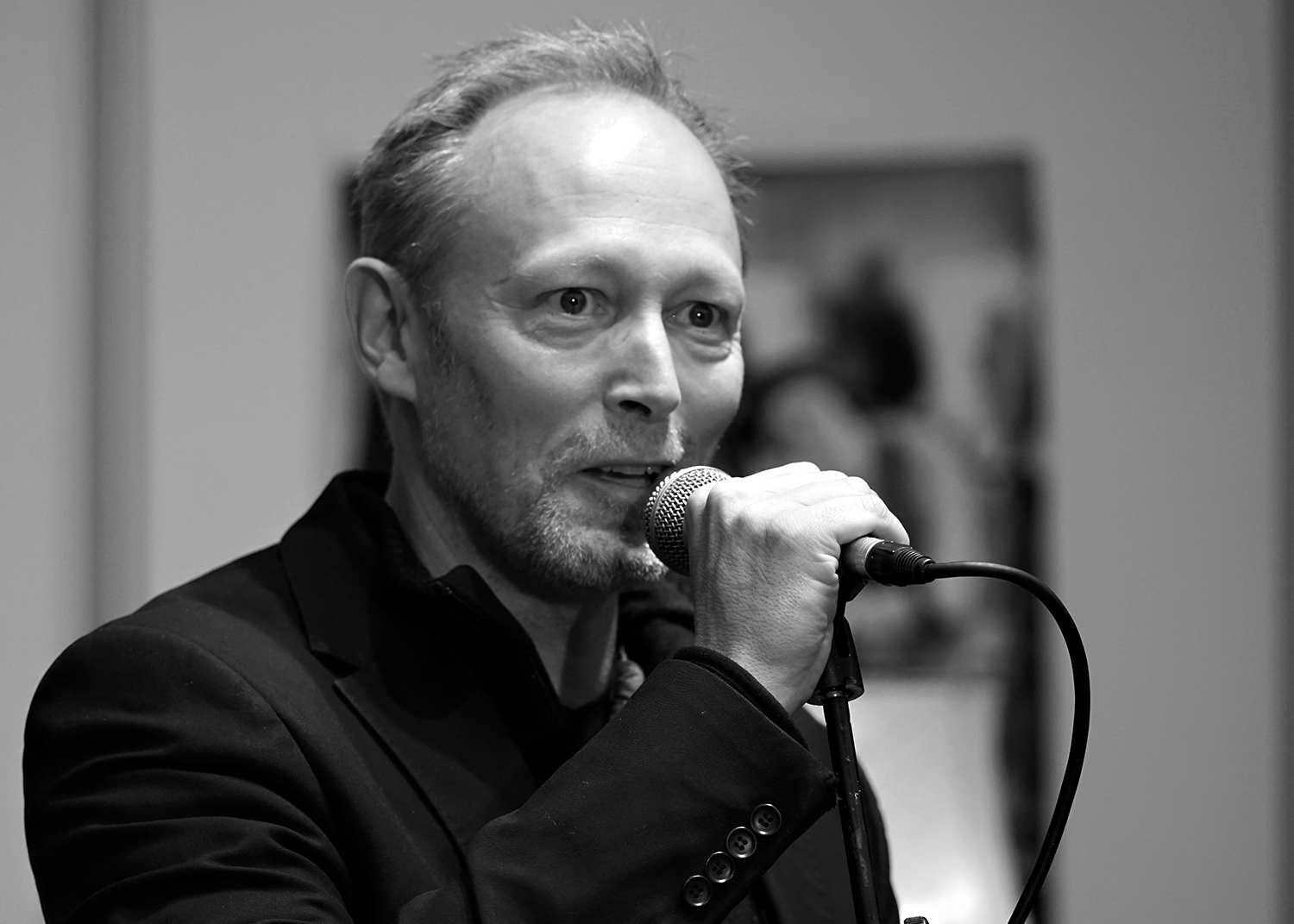
Lars Mikkelsen (2015)
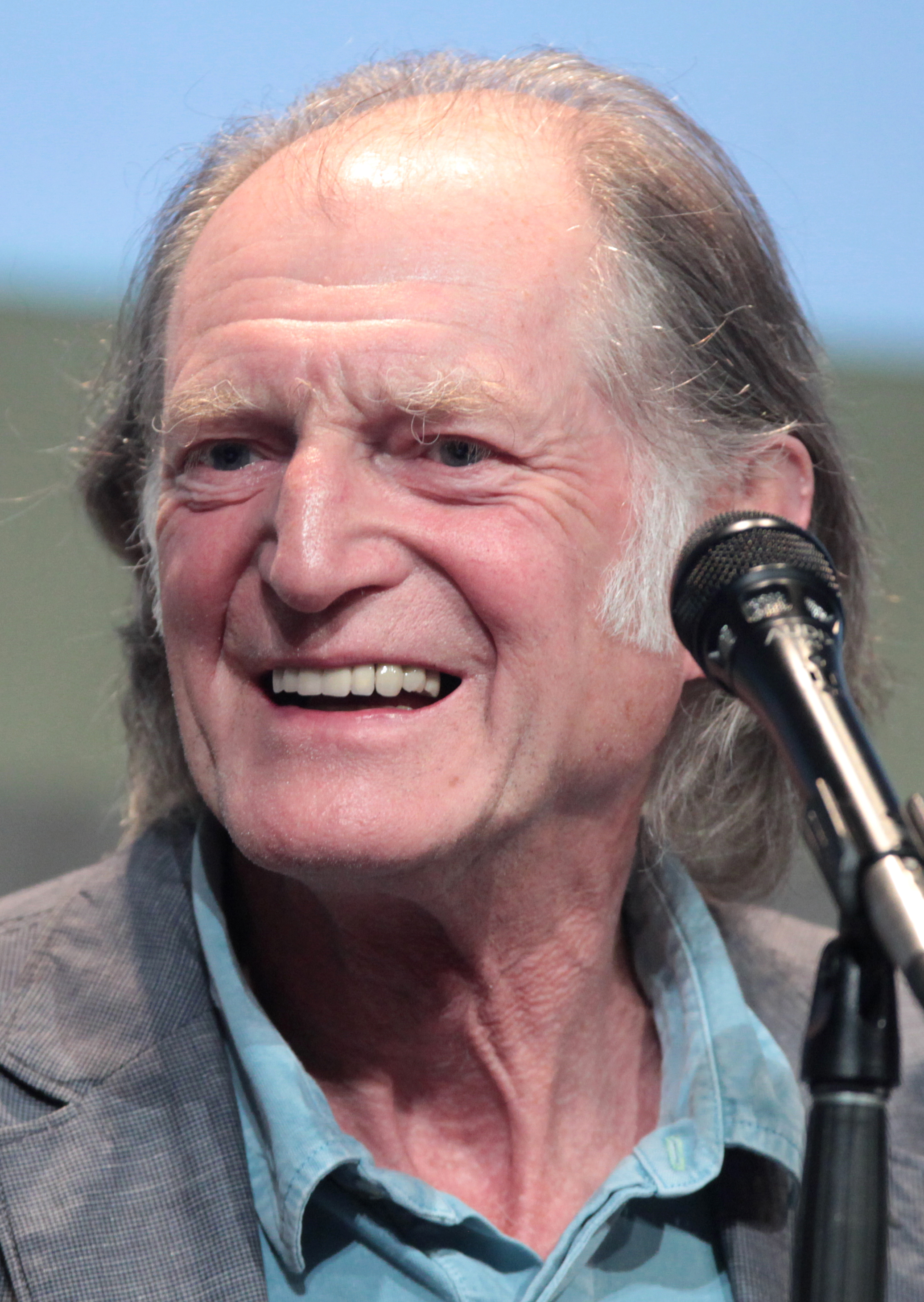
David Bradley (2015)
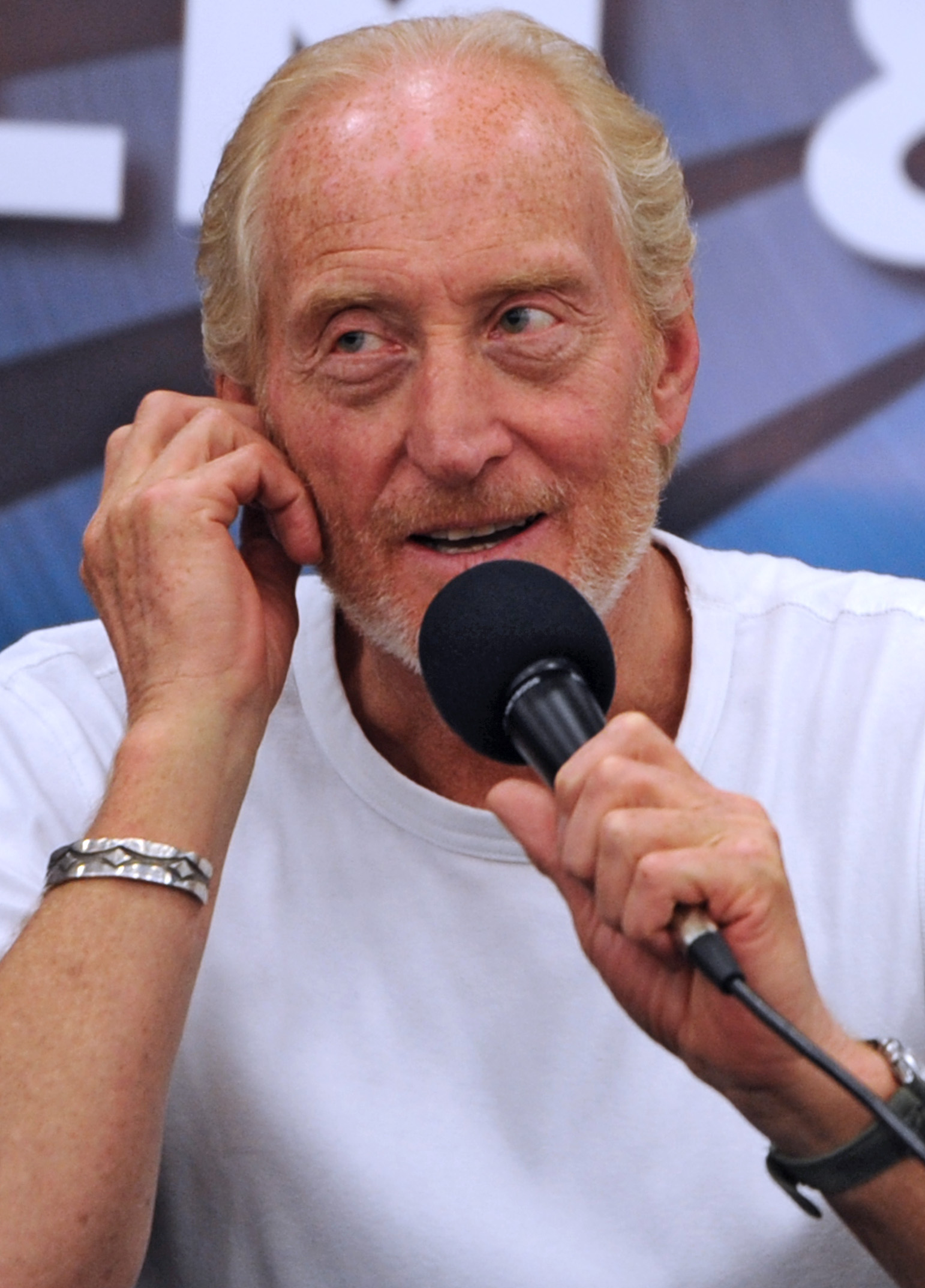
Charles Dance (2012)
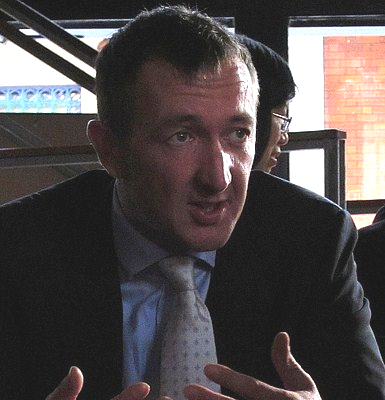
Ralph Ineson (2011)

Mit der Ankündigung im März 2023 wurden Oscar Isaac, Andrew Garfield und Mia Goth als erste Darsteller bekannt, die sich in Gesprächen für den Film befinden. Im Oktober 2023 verriet del Toro zudem, dass Christoph Waltz als Harlander Teil der Besetzung sei und bestätigte dabei die Beteiligung von Isaac als Victor Frankenstein, Garfield als Frankensteins Geschöpf und Goth als Elizabeth Lavenza.
Im Januar 2024 schlossen sich Felix Kammerer als William Frankenstein, Lars Mikkelsen als Captain Anderson, David Bradley als Blinder Mann und Christian Convery als junger Victor Frankenstein sowie Charles Dance als Leopold Frankenstein der Besetzung an. Zudem übernahm Jacob Elordi den Part von Garfield, der aufgrund von Terminproblemen ausstieg.
Weitere Darsteller umfassen Ralph Ineson, Burn Gorman, Lauren Collins und Nikolaj Lie Kaas.

### Dreharbeiten, Ausstattung und Musik
Die Dreharbeiten begannen mit Kameramann Dan Laustsen am 12. Februar 2024 unter dem Arbeitstitel Pretorius in Toronto und wurden Ende September 2024 abgeschlossen. Gedreht wurde unter anderem in Aberdeen und Edinburgh.
Del Toro und Maskenbildner Mike Hill blieben nur neun Wochen, um das ursprünglich für Garfield gewählte Aussehen der Kreatur an den neu besetzten Elordi anzupassen.
Die Filmmusik komponierte Alexandre Desplat, der ihr einen lyrischen und emotionalen Charakter bescheinigte, entsprechend dem von del Toro geschilderten Ton des Films.

### Marketing und Veröffentlichung
Ein erstes Bild von Hauptdarsteller Isaac als Victor Frankenstein wurde Ende Januar 2025 präsentiert.
Der erste Teaser-Trailer wurde Ende Mai 2025 vorgestellt. Ende Juli 2025 veröffentlichte Vanity Fair weitere Bilder zum Film.
Die Premiere des Films ist am 30. August 2025 bei den Internationalen Filmfestspielen von Venedig geplant. Im folgenden September wird Frankenstein beim Toronto International Film Festival gezeigt.
Frankenstein soll im November 2025 ins Programm des Streaminganbieters Netflix aufgenommen werden, wobei Del Toro zufolge ebenfalls eine Kinoveröffentlichung vorgesehen ist.

## Rezeption

### Altersfreigabe
In den USA erhielt Frankenstein vorab ein R-Rating.

### Auszeichnungen
Internationale Filmfestspiele von Venedig 2025
- Nominierung für den Goldenen Löwen